# Drosophila aloma
Drosophila aloma är en tvåvingeart som beskrevs av Léonidas Tsacas 1981. Drosophila aloma ingår i släktet Drosophila och familjen daggflugor.
Artens utbredningsområde är Centralafrika.